# Lachaux
Pour les articles homonymes, voir Lachaux (homonymie).
Lachaux est une commune française, située dans le département du Puy-de-Dôme en région Auvergne-Rhône-Alpes.

## Géographie

### Localisation
Lachaux est située au nord-est du département du Puy-de-Dôme.

Maison avec un four à Cartailler.

Les lieux-dits et les écarts sont : Bachasse - Bethanie - le Moulin Bigay - la Bretonne - Cartailler - les Caves - la Charboty - Chassangre - le Moulin Chassangre - le Cheret - Chez Ballet - Chez Bigay - Chez Chenu - Chez Gimel - Chez Gourniaud - Chez Ourer - Chez Pelletier - Chez Pion - Chez Rophin - Chez Terrasson - Chez Varnin - Cités CEA - la Croix - le Faux - Au Gabot - Gagaud - Goyon - la Grand Font - Guillemin - la Kerie - le Gué - la Maisonneuve - Murat - le Petit Murat - les Olagnons - Pacaud - le Petit Pelletier - le Petit Pré - le Pinon - les Peux - Philibin - le Plan de James - Plan de Saule - le Roc Blanc - Tamin - la Vignolle Haute.
|           | Arronnes (Allier) | Ferrières-sur-Sichon (Allier) |
| Ris       | Lachaux           | La Guillermie (Allier)        |
| Châteldon |                   | Saint-Victor-Montvianeix      |

### Climat
Pour des articles plus généraux, voir Climat d'Auvergne-Rhône-Alpes et Climat du Puy-de-Dôme.
En 2010, le climat de la commune est de type climat des marges montagnardes, selon une étude du Centre national de la recherche scientifique s'appuyant sur une série de données couvrant la période 1971-2000. En 2020, Météo-France publie une typologie des climats de la France métropolitaine dans laquelle la commune est exposée à un climat de montagne ou de marges de montagne et est dans la région climatique  Nord-est du Massif Central, caractérisée par une pluviométrie annuelle de 800 à 1 200 mm, bien répartie dans l’année. 
Pour la période 1971-2000, la température annuelle moyenne est de 9,7 °C, avec une amplitude thermique annuelle de 15,7 °C. Le cumul annuel moyen de précipitations est de 1 087 mm, avec 11,7 jours de précipitations en janvier et 8,3 jours en juillet. Pour la période 1991-2020, la température moyenne annuelle observée sur la station météorologique de Météo-France la plus proche, « Mayet-de-Montagne », sur la commune du Mayet-de-Montagne à 10 km à vol d'oiseau, est de 10,9 °C et le cumul annuel moyen de précipitations est de 979,2 mm,. Pour l'avenir, les paramètres climatiques de la commune estimés pour 2050 selon différents scénarios d'émission de gaz à effet de serre sont consultables sur un site dédié publié par Météo-France en novembre 2022.

## Urbanisme

### Typologie
Au 1er janvier 2024, Lachaux est catégorisée commune rurale à habitat très dispersé, selon la nouvelle grille communale de densité à sept niveaux définie par l'Insee en 2022.
Elle est située hors unité urbaine et hors attraction des villes,.

### Occupation des sols
L'occupation des sols de la commune, telle qu'elle ressort de la base de données européenne d’occupation biophysique des sols Corine Land Cover (CLC), est marquée par l'importance des forêts et milieux semi-naturels (67,4 % en 2018), en augmentation par rapport à 1990 (66,1 %). La répartition détaillée en 2018 est la suivante : forêts (67,4 %), prairies (31,4 %), zones urbanisées (1,2 %). L'évolution de l’occupation des sols de la commune et de ses infrastructures peut être observée sur les différentes représentations cartographiques du territoire : la carte de Cassini (XVIIIe siècle), la carte d'état-major (1820-1866) et les cartes ou photos aériennes de l'IGN pour la période actuelle (1950 à aujourd'hui).

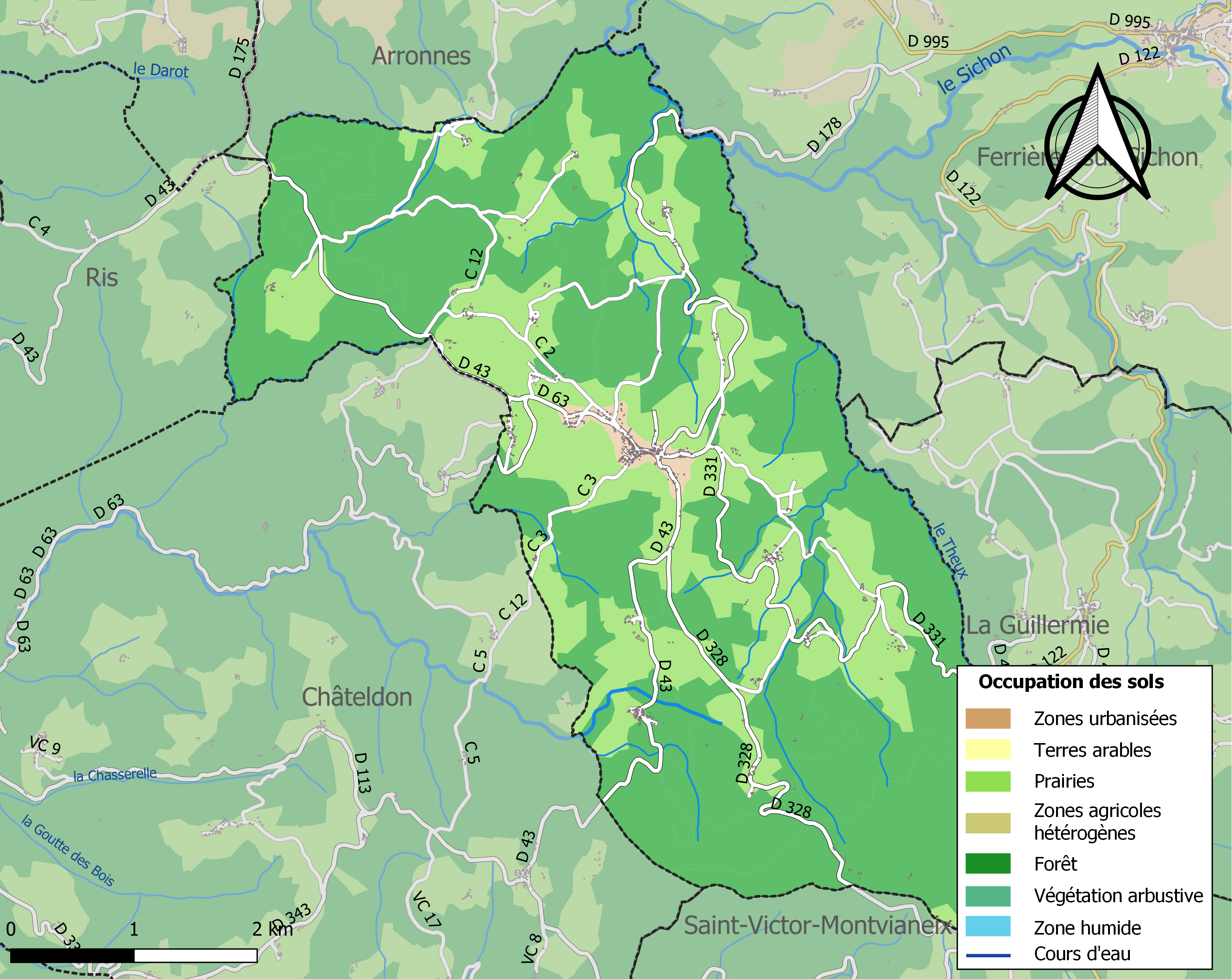
Carte des infrastructures et de l'occupation des sols de la commune en 2018 (CLC).

### Risques naturels et technologiques
La ville est classée dans la zone de sismicité faible.

## Toponymie
Le nom de Lachaux est une notation francisée du toponyme vernaculaire La Chaum provenant du bas latin calmis haut plateau dénudé, terre arable, de qualité médiocre, située sur un plateau.
La commune fait partie de l'aire linguistique du Croissant, zone où la langue occitane et la langue d'oïl se rencontrent. Une influence forte de l'arpitan se fait aussi ressentir dans le secteur de Lachaux.

## Histoire
La paroisse de Lachaux, initialement auvergnate, avait été donnée à la généralité de Moulins en 1630, pour créer l'élection de Gannat. Lachaux était rattachée à la province du Bourbonnais et du bailliage de Cusset. Les habitants de la paroisse dépendaient de la justice de la seigneurie de Montpeyrux ou de l'abbaye de Ris.
En 1790, la création des départements simplifie le découpage administratif, et la paroisse de Lachaux — tout comme celles de Charnat, Châteldon, Limons, Noalhat, Paslières, Puy-Guillaume et Ris — bascule en Auvergne. Les paroisses précitées constituent le nouveau canton de Châteldon.

## Politique et administration

### Découpage territorial
La commune de Lachaux est membre de la communauté de communes Thiers Dore et Montagne, un établissement public de coopération intercommunale (EPCI) à fiscalité propre créé le 1er janvier 2017 dont le siège est à Thiers. Ce dernier est par ailleurs membre d'autres groupements intercommunaux. De 2010 à 2016, elle faisait partie de la communauté de communes entre Allier et Bois Noirs.
Sur le plan administratif, elle est rattachée à l'arrondissement de Thiers, à la circonscription administrative de l'État du Puy-de-Dôme et à la région Auvergne-Rhône-Alpes. Jusqu'en mars 2015, elle faisait partie du canton de Châteldon.
Sur le plan électoral, elle dépend du canton de Maringues pour l'élection des conseillers départementaux, depuis le redécoupage cantonal de 2014 entré en vigueur en 2015, et de la cinquième circonscription du Puy-de-Dôme pour les élections législatives, depuis le dernier découpage électoral de 2010.

### Élections municipales et communautaires

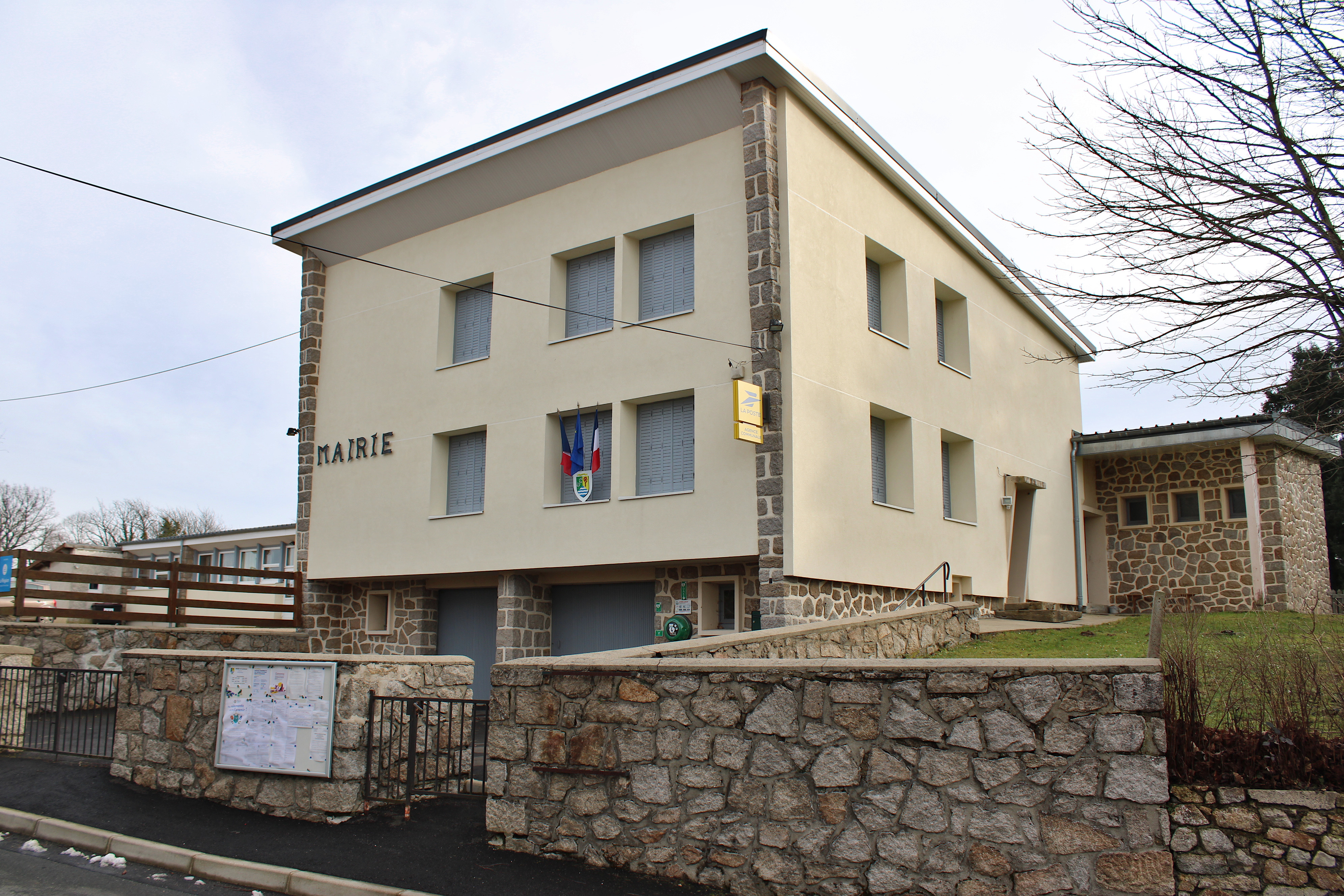
La mairie.

#### Élections de 2020
Le conseil municipal de Lachaux, commune de moins de 1 000 habitants, est élu au scrutin majoritaire plurinominal à deux tours avec candidatures isolées ou groupées et possibilité de panachage. Compte tenu de la population communale, le nombre de sièges à pourvoir lors des élections municipales de 2020 est de 11. Sur les vingt-deux candidats en lice, dix sont élus dès le premier tour, le 15 mars 2020, avec un taux de participation de 76,33 %. Le conseiller restant à élire est élu au second tour, qui se tient le 28 juin 2020 du fait de la pandémie de Covid-19, avec un taux de participation de 40,64 %.

#### Chronologie des maires
| Période                                  | Période                       | Identité           | Étiquette | Qualité |
| ---------------------------------------- | ----------------------------- | ------------------ | --------- | ------- |
| Les données manquantes sont à compléter. |                               |                    |           |         |
|                                          |                               | Claude Mazellier   |           |         |
|                                          |                               | Antoine Mazellier  |           |         |
|                                          |                               | Jean Fiat          |           |         |
|                                          |                               | Jacques Mazellier  |           |         |
| 1811                                     | 1848                          | Claude Duzellier   |           |         |
| 1848                                     | 1856                          | Nicolas Mazellier  |           |         |
| 1856                                     | 1871                          | Antoine Buisson    |           |         |
| 1871                                     | 1883                          | Denis Delaire      |           |         |
| 1883                                     | 1888                          | François Duzellier |           |         |
| 1888                                     | 1890                          | Denis Delaire      |           |         |
| 1890                                     | 1896                          | Jacques Cartailler |           |         |
| 1896                                     | 1904                          | François Ramin     |           |         |
| 1904                                     | 1923                          | Annet Ferrier      |           |         |
| 1923                                     | 1938                          | Amable Gimel       |           |         |
| 1938                                     | 1944                          | Albert Cognet      |           |         |
| 1947                                     | 1959                          | Emile Bigay        |           |         |
| 1959                                     | 1977                          | Arthur Laplace     |           |         |
| 1977                                     | 1989                          | Henri Raynaud      |           |         |
| 1989                                     | 2001                          | Joseph Cartailler  |           |         |
| mars 2001                                | 2008                          | Michel Duzellier   |           |         |
| mars 2008                                | 2014                          | Alain Selosse      |           |         |
| mars 2014                                | 2018                          | Béatrice Adamy     | PG        |         |
| décembre 2018 (réélu le 3 juillet 2020)  | En cours (au 10 février 2025) | Michel Couperier   |           |         |

## Population et société

### Démographie
L'évolution du nombre d'habitants est connue à travers les recensements de la population effectués dans la commune depuis 1793. Pour les communes de moins de 10 000 habitants, une enquête de recensement portant sur toute la population est réalisée tous les cinq ans, les populations de référence des années intermédiaires étant quant à elles estimées par interpolation ou extrapolation. Pour la commune, le premier recensement exhaustif entrant dans le cadre du nouveau dispositif a été réalisé en 2004.

En 2022, la commune comptait 276 habitants, en évolution de −1,43 % par rapport à 2016 (Puy-de-Dôme : +2,1 %, France hors Mayotte : +2,11 %).
| 1793 | 1800 | 1806 | 1821 | 1831 | 1836 | 1841  | 1846  | 1851  |
| ---- | ---- | ---- | ---- | ---- | ---- | ----- | ----- | ----- |
| 775  | 766  | 821  | 798  | 992  | 993  | 1 029 | 1 049 | 1 065 |

| 1856  | 1861 | 1866  | 1872  | 1876  | 1881  | 1886  | 1891  | 1896  |
| ----- | ---- | ----- | ----- | ----- | ----- | ----- | ----- | ----- |
| 1 012 | 974  | 1 042 | 1 118 | 1 150 | 1 160 | 1 154 | 1 078 | 1 043 |

| 1901  | 1906  | 1911  | 1921 | 1926 | 1931 | 1936 | 1946 | 1954 |
| ----- | ----- | ----- | ---- | ---- | ---- | ---- | ---- | ---- |
| 1 094 | 1 084 | 1 053 | 874  | 789  | 697  | 690  | 631  | 739  |

| 1962 | 1968 | 1975 | 1982 | 1990 | 1999 | 2004 | 2006 | 2009 |
| ---- | ---- | ---- | ---- | ---- | ---- | ---- | ---- | ---- |
| 530  | 464  | 358  | 301  | 296  | 278  | 280  | 280  | 311  |

| 2014 | 2019 | 2022 | - | - | - | - | - | - |
| ---- | ---- | ---- | - | - | - | - | - | - |
| 285  | 279  | 276  | - | - | - | - | - | - |

## Culture locale et patrimoine

### Lieux et monuments

#### Mine d'uranium
Cette mine du massif du Forez a été l'une des premières mines d'uranium de France et le premier gisement uranifère exploitable détecté en France métropolitaine (dès 1946 par le CEA qui avait besoin de grandes quantités d'uranium pour faire la bombe atomique française voulue par le général de Gaulle) et exploité. Elle s'est avérée économiquement peu intéressante puisqu'elle n'a fourni que 34 tonnes d'uranium en 10 ans, extrait de la parsonsite découverte dans les années 1920 (forme de minerai unique au monde et jugée dans les années 1945-1950 économiquement exploitable sur ce site).
Historique
- L'ouverture de la concession de Lachaux date du 22 octobre 1929, elle couvre des terrains situés sur le département du Puy-de-Dôme et sur celui de l'Allier.
- En 1924, on y découvre de l'uranium, ce qui initie des travaux de prospection qui dureront trois ans.
- En 1946, M. Thave cède sa concession au CEA pour 20 millions de francs, sur la base d'une présence estimée de 20 tonnes d'uranium. Le 25 octobre de cette même année, le CEA installe une mission fixe à Lachaux, qui inclura un service de recherche et développement. De premières excavations sont faites à Rophin, mais trop pauvres en uranium. C’est sur les gisements de Reliez, Étang de Reliez, Gagnol et Bancherelle qu'on en trouvera le plus.
- En 1948, la laverie mécanique est inaugurée.
- Le 1er juin 1949, une Division Minière de Lachaux est créée, fermée en 1955 alors qu'un gisement proche (mine des Bois Noirs, plus rentable sera ouvert).
- En 1957, le site minier situé sur le territoire de la commune et sur celui de Ris est fermé. Deux ans plus tard, en 1957 c'est l'usine de concentration du minerai qui ferme avant d'être démantelée, mais des matériaux provenant du site ont été utilisés comme remblais routier.

Séquelles minières
- Dans les années 1980, l'association d'étude et de défense de l'environnement (AEDELEC) qui deviendra Puy-de-Dôme Nature Environnement fait une étude sur les anciennes exploitations d'uranium dans le Puy-de-Dôme, notamment sur les communes de Lachaux de d'Ambert. Il apparait que la cour de l'école de Lachaux a été remblayée avec des matériaux provenant de la mine du Plan Bigay.
- En février 1986, l'AEDELEC et le collectif Bois Noirs - Val d'Allier faisaient effectuer une première série de mesures dans la cour de l'école qui permettait de déceler un taux de radioactivité nettement au-dessus de la normale. Plusieurs courriers furent envoyés au préfet, à l'inspecteur d'académie, au directeur de la DDASS, ces courriers restèrent sans effet. L'AEDELEC contacta la CRIIRAD qui effectua des mesures de radon 222 dans une salle de classe en décembre 1988 et dans la cour en avril 1989. Les résultats étaient rassurants avec 24 désintégrations par seconde pour un mètre cube d'air à l'intérieur et 38 à l'extérieur.
- En 1989 la CRIIRAD effectua des contrôles radiométriques dans la cour de l'école et un prélèvement de sol superficiel. La mesure de l'échantillon superficiel montra une teneur en uranium usuelle, la source de rayonnement fut donc localisée dans les remblais.
- En 2000 l'AEDELEC devenue Puy-de-Dôme Nature environnement reprit un travail important sur les anciennes mines d'uranium du Puy-de-Dôme. Le compte rendu de ce travail qui avait été envoyé au préfet amena la COGEMA à effectuer des travaux importants de sécurisation de plusieurs sites contaminés. Lors d'une rencontre entre Puy-de-Dôme Nature environnement et la COGEMA sur le site de Rofin, la situation de l'école de Lachaux fut évoquée, mais en vain.
- En avril 2006, une nouvelle campagne de mesures radiométriques est effectuée par deux étudiantes de l'Institut de géographie alpine de Grenoble. En mai 2006 l'équipe de la CRIIRAD et un bénévole de Puy-de-Dôme Nature environnement effectuèrent de nouvelles mesures qui montrèrent des anomalies. Ces mesures furent effectuées avec un détecteur à scintillation portatif DG5 et un GPS. Des anomalies furent décelées et un caillou fut prélevé en surface. Un DG5 donne des mesures du flux de rayonnement exprimé en chocs par seconde (c/s). Le niveau naturel sur terrain sédimentaire est d'environ 20c/s. Sur des terrains granitiques comme à Lachaux il est de 200c/s. Dans la cour de l'école plusieurs zones donnèrent des taux de plus de 1000c/s avec des pointes à plus de 2000c/s, sur le caillou les mesures  donnèrent un taux de 8000c/s. La CRIIRAD adressa un courrier au maire de Lachaux, préconisant le décapage complet sans délai de la cour de l'école, le maire informa aussitôt le préfet et l'académie. Un plan compteur fut confié à Subatech, Laboratoire de l'IN2P3 rattaché à l'école des mines de Nantes, qui est le partenaire habituel de la COGEMA, quand celle-ci a besoin d'un laboratoire indépendant. Le sol de la cour de l'école fut décapé durant la première quinzaine d'août, le maire autorisa les représentants de la CRIIRAD et de Puy-de-Dôme Nature environnement à assister aux travaux, leurs observations et les mesures effectuées avec le DG5 obligèrent d'ailleurs la COGEMA à décaisser un peu plus de terrain que prévu[25].

#### Le Rez-de-Sol

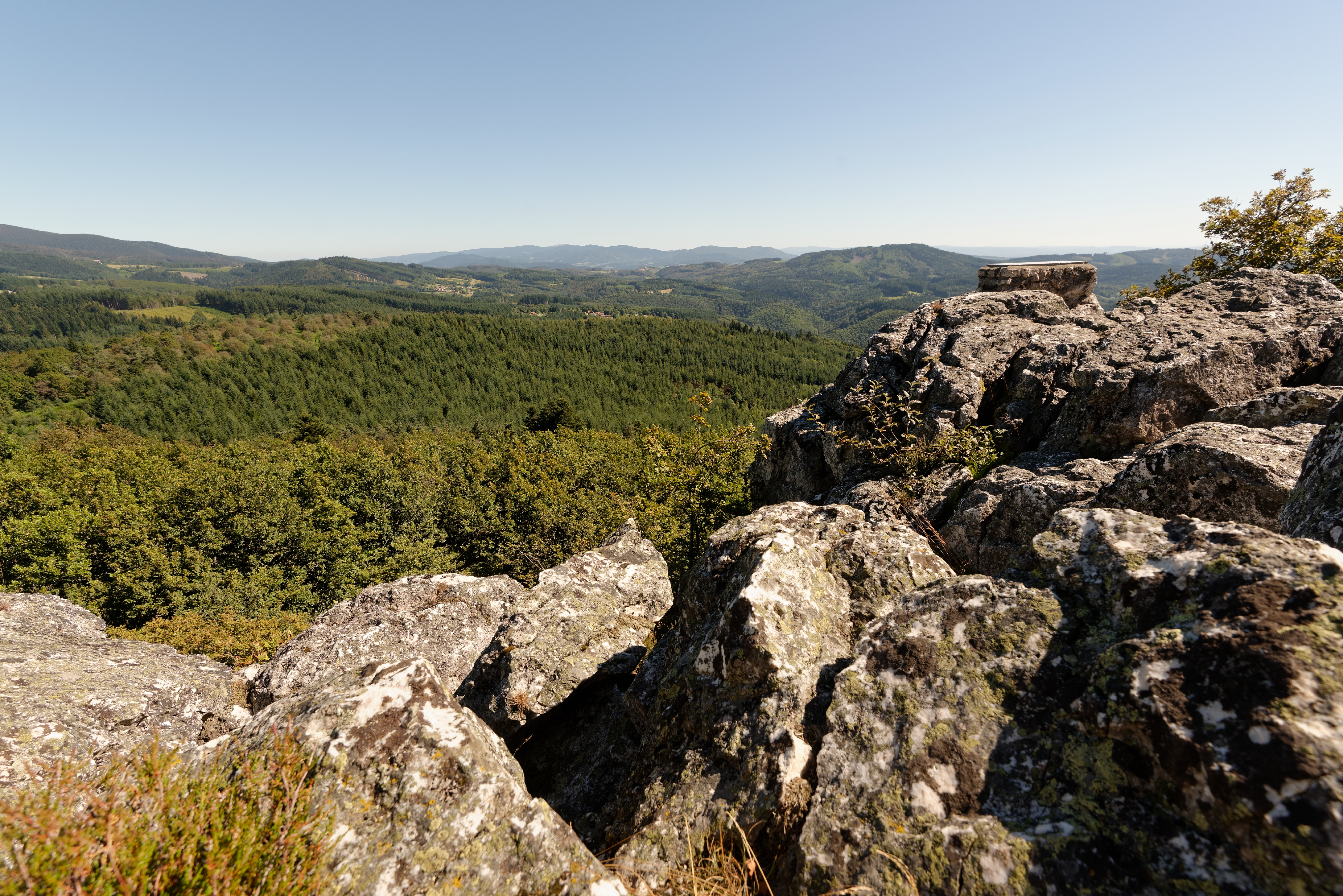
Table d'orientation du Rez de Sol.

D'une superficie de 88 hectares, ce site constitue une Zone Naturelle d'Intérêt Écologique Floristique et Faunistique de niveau 1 répertoriée par la Direction régionale de l'environnement de l'Auvergne.
Selon la Diren, Le Rez de Sol constitue le plus grand filon de quartz du Massif Central faisant saillie sur près d'un kilomètre et culminant à 943 mètres d'altitude. Il présente un intérêt paysager certain lié à la géologie particulière, au panorama ouvert sur le massif des Bois-Noirs et la plaine de Limagne.
Le site est essentiellement forestier, recouvert de taillis de chênes maigres et clairières sur sols squelettiques. Ces chênaies acido-xérophiles, pauvres en espèces, sont pénétrées d'espèces montagnardes : strate abondante de Myrtille, Alisier blanc, Sorbier des oiseleurs, Hêtre… L'homogénéité des forêts de feuillus est intéressante bien que menacées par le reboisement en résineux.
La faune est composée d'espèces nicheuses typiquement forestières : Bondrée apivore, Bécasse, Bec-croisé des sapins, Mésange huppée, …
Ce site est accessible par un petit chemin quittant la RD 43 peu de temps après le lieu-dit  Plan de Saule , sur la même route, à environ 4 km du bourg de Lachaux.

#### La Pierre du sang

La pierre de sang.

Il s'agit d'une roche à cupule en granite de 20 à 30 m3 de granite avec présence de bassins et de sièges.
La légende locale, comme le rapporte un document touristique visible sur place il y a quelques années encore, en a fait une pierre à sacrifice du temps des druides. En effet, certains ont cru reconnaître dans cette pierre, la place du druide (bourreau) et celle de sa victime. Lorsque le druide coupait la tête de sa victime, celle-ci roulait dans une sorte de goulet et s'arrêtait à un point précis. Le sang, continuait dans le goulet et pouvait ainsi être récupéré en contrebas.
Le rocher est situé près du lieu-dit Plan de James (sur la D 43 quand on quitte le bourg de Lachaux en direction du Rez-de-Sol).
Un autre rocher à cupule beaucoup plus important est situé à la limite des communes de Lachaux et le lieu-dit Rongère-Montagne (commune de Châteldon) : le rocher du Combeau.

#### Autres monuments

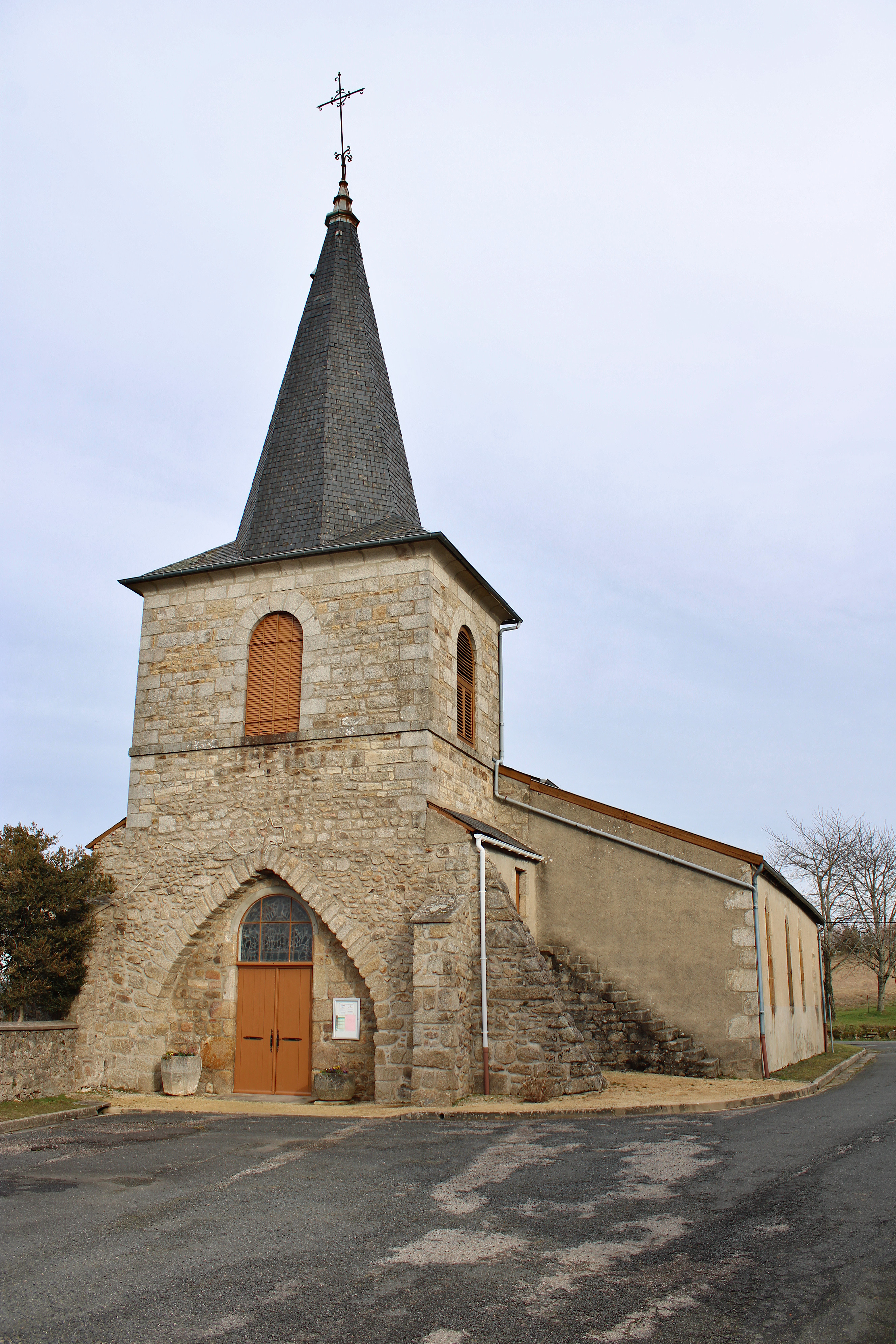
Église Saint-Bonnet.

- Église Saint-Bonnet.

### Patrimoine naturel
- La commune de Lachaux est adhérente du parc naturel régional Livradois-Forez.

### Héraldique
| Blason de Lachaux | Blason  | Tiercé en pairle renversé : au 1er de sinople à une branche de gui posée en barre, au 2e d'or à une volute de crosse de gueules, au 3e d'azur à trois fasces ondées d'argent. |
| Blason de Lachaux | Détails | La crosse est pour saint Bonnet, évêque de Clermont-Ferrand au VIIe siècle et patron de la paroisse locale. Le gui, plante druidique, rappelle l'existence d'un site mégalithique à Lachaux : la Pierre du Sang. Enfin, les ondes représentent les nombreuses sources qui alimentent les divers cours d'eau de la commune : le Theux, le Vauziron et le Terrasson. Création Jean-François Binon, adoptée le 14 septembre 2020. |